# Korośnica
Korośnica (ukr. Коросниця, Korosnycia; hist. Josefsberg) – wieś na Ukrainie w rejonie drohobyckim należącym do obwodu lwowskiego.
Miejscowość Josefsberg została założona w dobrach kameralnych drohobyckich, na ziemiach zlikwidowanego wcześniej monasteru bazylianów w Letni, w procesie kolonizacji józefińskiej przez osadników niemieckich (zobacz: Niemcy galicyjscy) wyznania reformowanego (helweckiego) w 1784. Kolonię lokowano na planie prostokąta podzielonego na regularne osiem pól. Nazwa kolonii oznaczała w języku niemieckim Górę Józefa i została nadana na cześć Józefa II. Na mocy patentu tolerancyjnego zawiązał się tu zbór kalwiński (parafia) zrzeszający ewangelików reformowanych z tej i pobliskich miejscowości (kolonii). W okresie międzywojennym miejscowość należała do Polski. 3 grudnia 1938 roku zmieniono nazwę Josefsberg na Korośnica. W styczniu 1940 miejscowa ludność niemiecka została stąd wysiedlona w ramach akcji Heim ins Reich. Ich miejsce zajęła ludność ukraińska.